# 제리 라이언
제리 라이언(본명: 제리 린 짐머만, 영어: Jeri Ryan, 1968년 2월 22일 ~ )은 미국의 배우이다. 그녀는 스타트랙:보이저에서 '보그'인 '세븐오브나인'으로 츨연한 것으로 유명세를 얻었다.

## 출연작
- 다운 위드 러브 (2003) - 그웬돌린
- 드라큐라 2000 (2000) - 발레리
- 바디 오브 프루프 S01~03 - 케이트 머피